# Bouillé-Courdault
Bouillé-Courdault é uma comuna francesa na região administrativa da Pays de la Loire, no departamento de Vendéia. Estende-se por uma área de 9,73 km². Em 2010 a comuna tinha 606 habitantes (densidade: 62,3 hab./km²).